# Kleiner Knoten

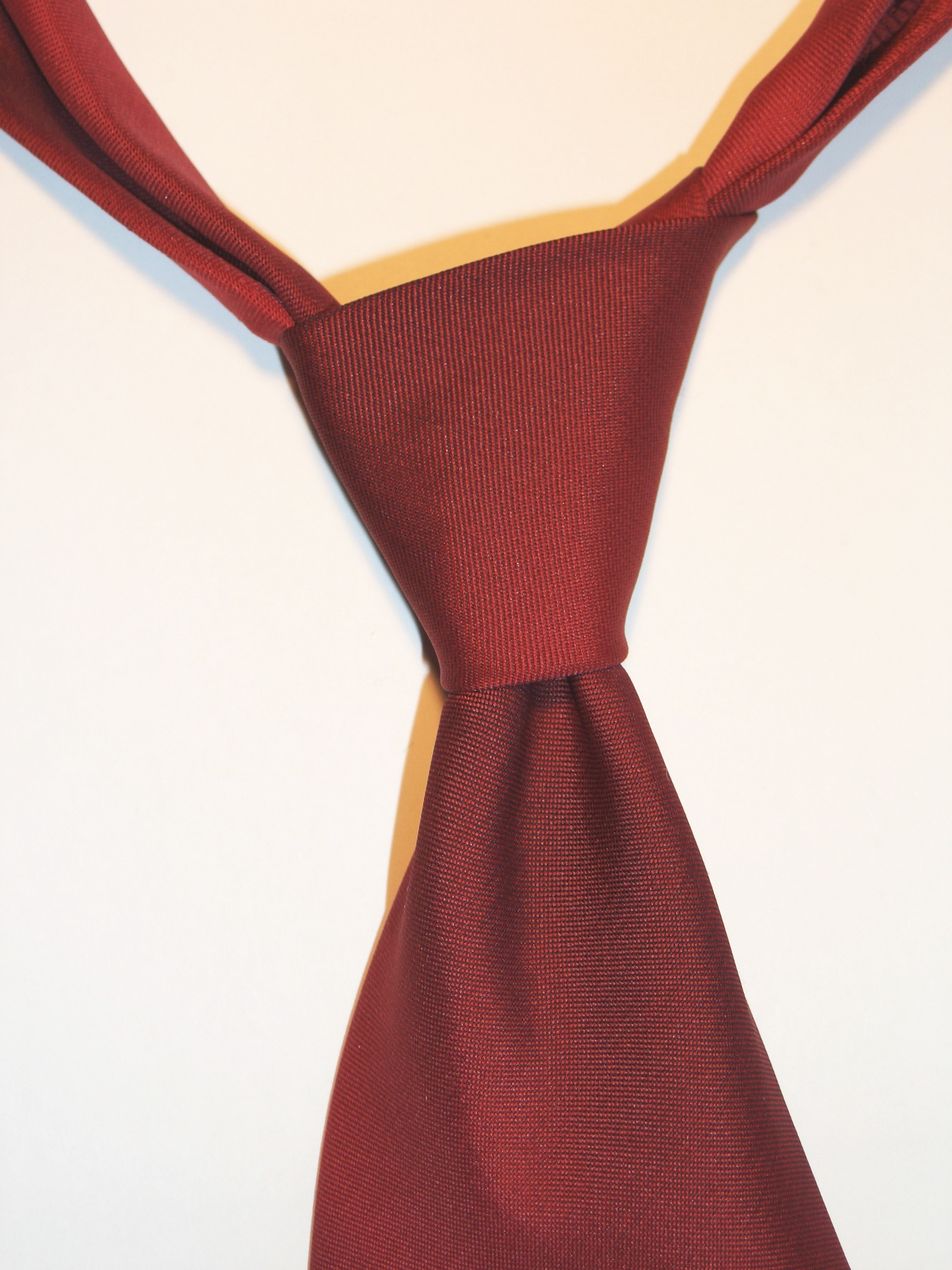
Krawatte mit Kleinem Knoten

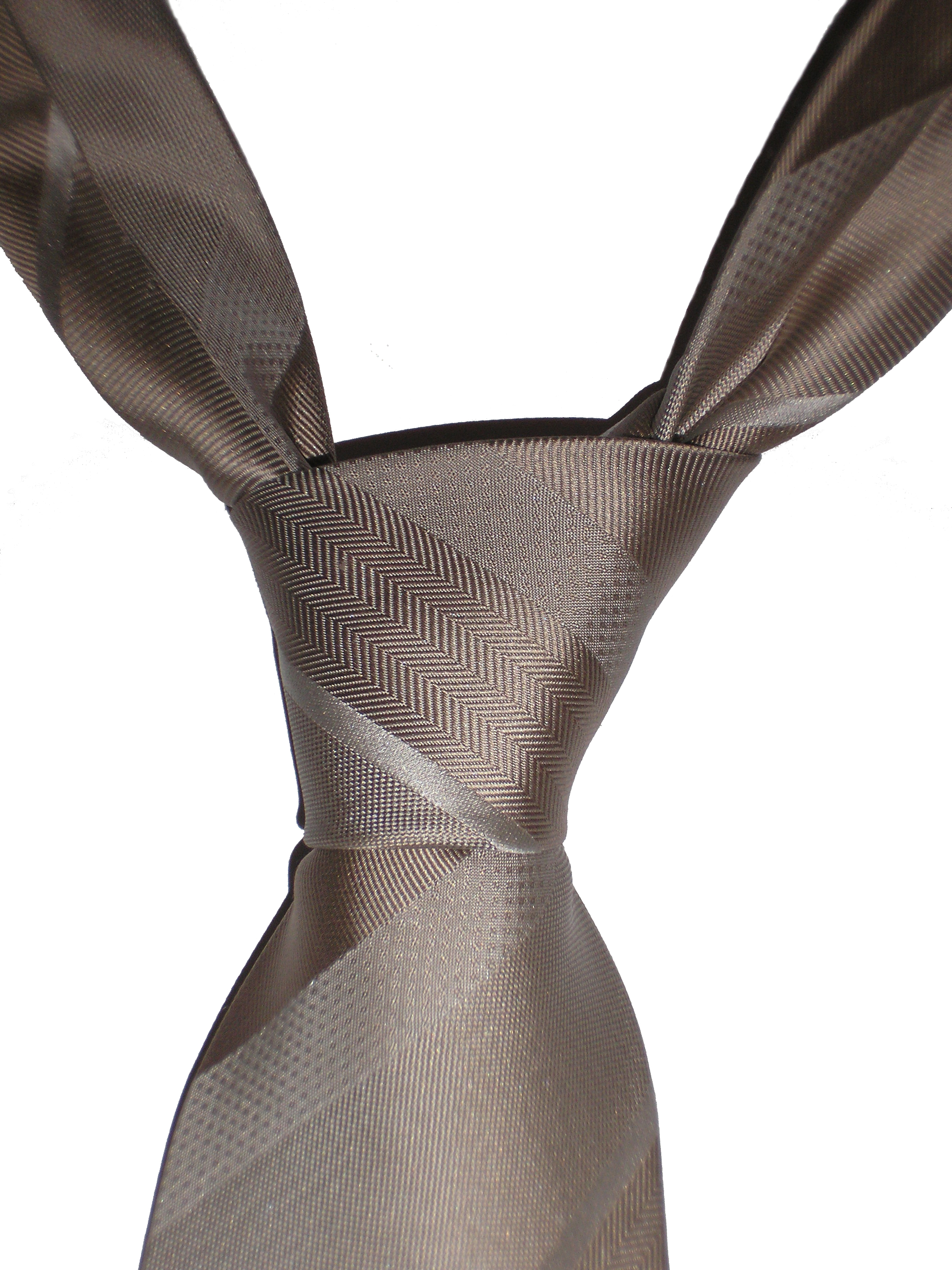
Krawatte mit Kleinem Knoten

Der Kleine Knoten (auch als Orientalischer Knoten beziehungsweise Oriental-Knoten bezeichnet) ist als Krawattenknoten eine Möglichkeit, eine Krawatte zu binden.

## Beschreibung
Der Kleine Knoten ist der Abschluss aller Standardknoten, kann jedoch auch als eigenständiger Knoten getragen werden. Er ist im Kulturraum China sehr beliebt, die Beliebtheit dort ist mit der des Four-in-Hand im Westen vergleichbar.
Am besten eignen sich Krawatte aus dickem Stoff. Hemden mit engen Krägen sind am besten geeignet; da der Knoten „klein und flach“ sei, würde er „in einem Haifischkragen verloren“ wirken. Der Knoten ist asymmetrisch und dünn, wirke jedoch mit „dicken oder gemusterten Krawatten sehr vornehm“.
Der Kleine Knoten ist dem Kent-Knoten sehr ähnlich und gilt als Verbindung zwischen dem Four-in-Hand und dem Kent-Knoten.

## Bindung
Das breite Ende liegt rechts und die Naht liegt außen. Das breite Ende wird unter dem schmale Ende hindurchgeführt und vorn über das schmale Ende gezogen, wodurch eine Schlaufe gebildet wird. Das breite Ende kommt links hinter die Krawatte und wird mit der Naht nach innen durch die Halsschlaufe gezogen, wobei der Knoten festgezogen wird.